# 和平镇 (淮安市)
和平镇，是中华人民共和国江苏省淮安市清江浦区下辖的一个乡镇级行政单位。
2018年12月1日，撤销武墩镇、和平镇，设立新的和平镇。以原和平镇所辖区域和原武墩镇的王桥、唐庄、严集、三闸、高坝5个村委会区域为和平镇行政区域。和平镇人民政府驻和平村境内，办公地址为和平街135号。 

## 行政区划
和平镇下辖以下地区：
和平社区、大黄村、后左村、越闸村、电站村、范庄村、秦墩村、唐桥村、崔葛村和齐湖村。